# Manuel Inácio de Bettencourt
Manuel Inácio de Bettencourt (Santo Amaro (Velas) ilha de São Jorge, Açores, 1761 – Santo Amaro (Velas) ilha de São Jorge, Açores, 4 de Janeiro de 1829) foi produtor Agrícola em terras próprias e militar do exército português.

## Biografia
Prestou serviço no exército português Regimento de Guarnição nº 1, aquartelado na Fortaleza de São João Baptista, no Monte Brasil, junto à cidade de Angra do Heroísmo.
Foi um grande proprietário e detentor de terras na ilha de São Jorge, nomeadamente na localidade de Santo Amaro (Velas), concelho de Velas, ilha de São Jorge. 
Nas suas propriedades produzia cereais, particularmente milho que era exportado para o continente português para produção de álcool.

## Relações Familiares
Casou em 13 de Outubro de 1784 com D. Antónia Maria de Bettencourt (Velas, ilha de São Jorge, 3 de Outubro de 1761 – Toledo (velas) Santo Amaro (Velas), ilha de São Jorge, 4 de Setembro de 1841)  filha de António Alvares Fagundes e de D. Isabel de Santo António de quem teve onze filhos:
1. Francisco José de Bettencourt (Santo Amaro, Velas ilha de São Jorge 1790 - Santo Amaro, Velas São Jorge 15 de Maio de 1866) casou em 25 de Novembro de 1813 com D. Teresa Bernarda de São Joaquim de Bettencourt.
2. D. Maria (13 de Agosto de 1781 - 31 de Agosto de 1781).
3. João Inácio de Bettencourt (25 de Janeiro de 1788 - ?) casou a 17 de Fevereiro de 1822 com D. Maria Bernarda de São Joaquim (14 de Junho de 1805 - ?).
4. Manuel Inácio de Bettencourt (9 de Agosto de 1790 - ?) casou com D. Maria do Sacramento a 23 de Setembro de 1811.
5. D. Antónia (28 de Novembro de 1794 - ?).
6. D. Teresa (28 de Março de 1799 - 23 de Março de 1849).
7. Jerónimo (2 de Janeiro de 1797 - ?).
8. António José de Bettencourt (Santo Amaro, Velas, ilha de São Jorge 14 de Novembro de 1801 - Toledo (Velas), Santo Amaro, Velas, ilha de São Jorge), casou com D. Isabel Vicência de Bettencourt a 5 de Maio de 1827.
9. João Inácio de Bettencourt (28 de Maio de 1779  - ?).
10. D. Maria Joséfa de Jesus (Santo Amaro, Velas, ilha de São Jorge 10 de Outubro de 1782 - Santo Amaro, Velas, ilha de São Jorge 10 de Novembro de 1841); casou com Manuel de Sousa Machado a 4 de Maio de 1807 em Santo Amaro, Velas, São Jorge.
11. José Inácio de Bettencourt (Santo Amaro, Velas ilha de São Jorge 30 de Agosto de 1792 - Toledo (Velas), Santo Amaro, Velas, ilha de São Jorge 23 de Março de 1877), casou com D. Isabel Joséfa de Sam Joaquim a 15 de Setembro de 1817 em Santo Amaro, Velas, São Jorge.